# Citroën Type C4
Pour les articles homonymes, voir Citroën C4.
La Citroën C4, ou Citroën Type C4, est une automobile du constructeur automobile Citroën, présentée avec sa version 6 cylindres Citroën Type C6 au Mondial de l'automobile de Paris de 1928, et produite à 121 000 exemplaires jusqu'en 1932. Ces appellations ayant été reprises à partir des années 2000, ne pas confondre avec les modèles Citroën C4 de 2004 et Citroën C6 de 2005.

## Historique
La C4 est une évolution pour le même prix des modèles précédents Citroën B12, B14, et B15, inspirés notamment des Ford A américaines de l'époque. Elle est présentée au Salon de Paris d'octobre 1928 avec des solutions novatrices par rapport à la concurrence, sous le nom de AC4 et AC6 (AC pour André Citroën), puis de C4 et C6.

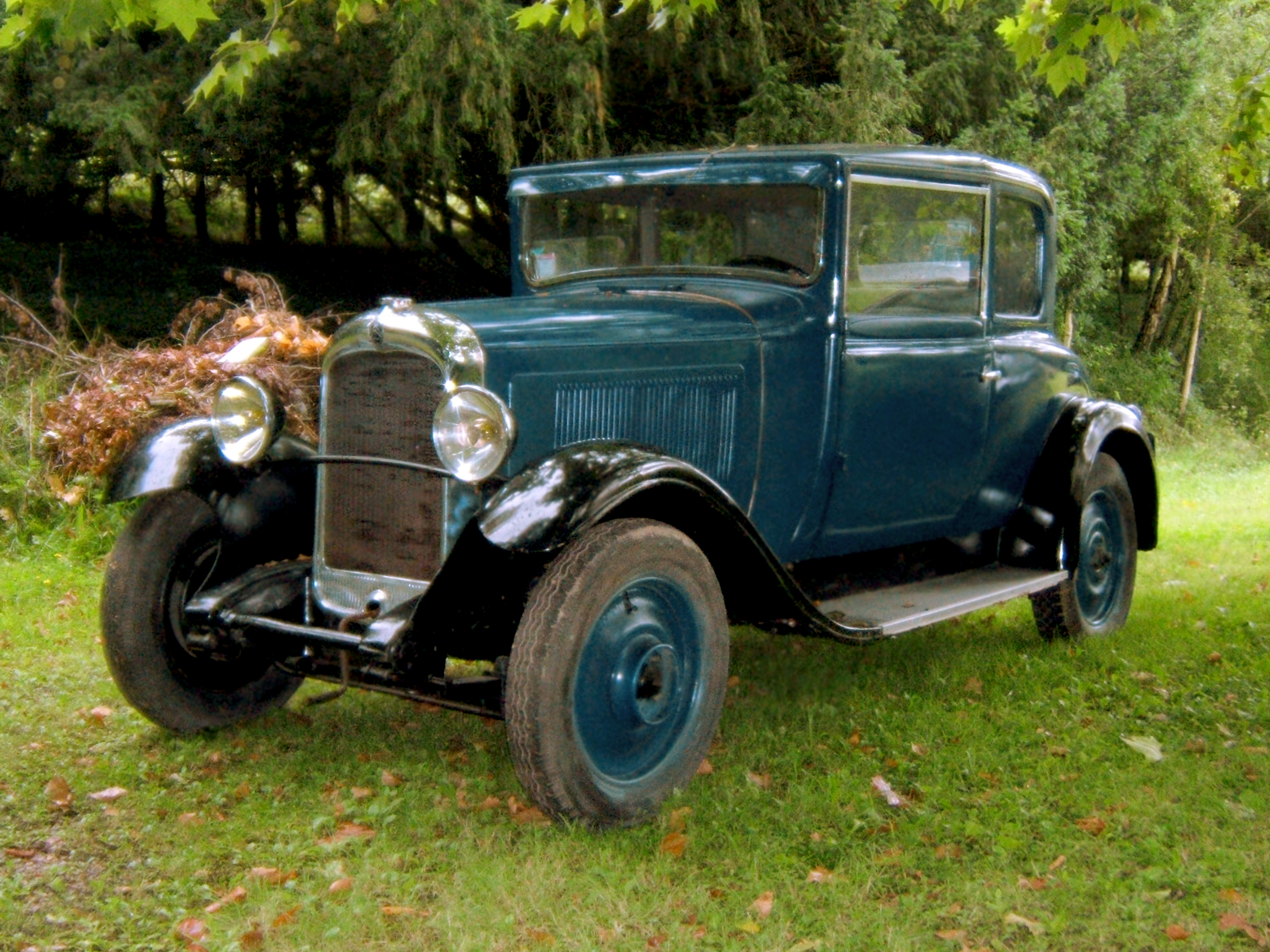
Coupé 2+2.
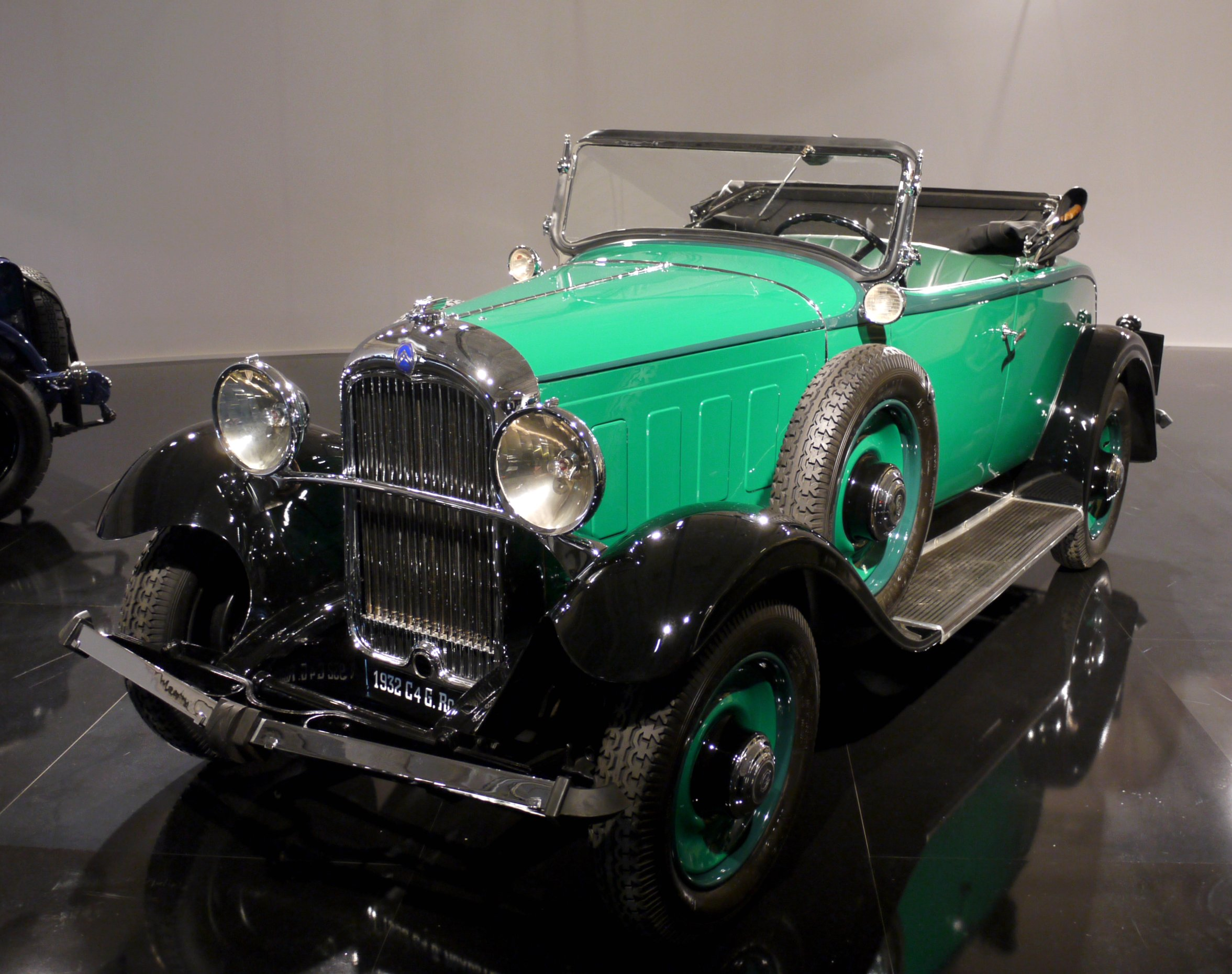
C4G Roadster.
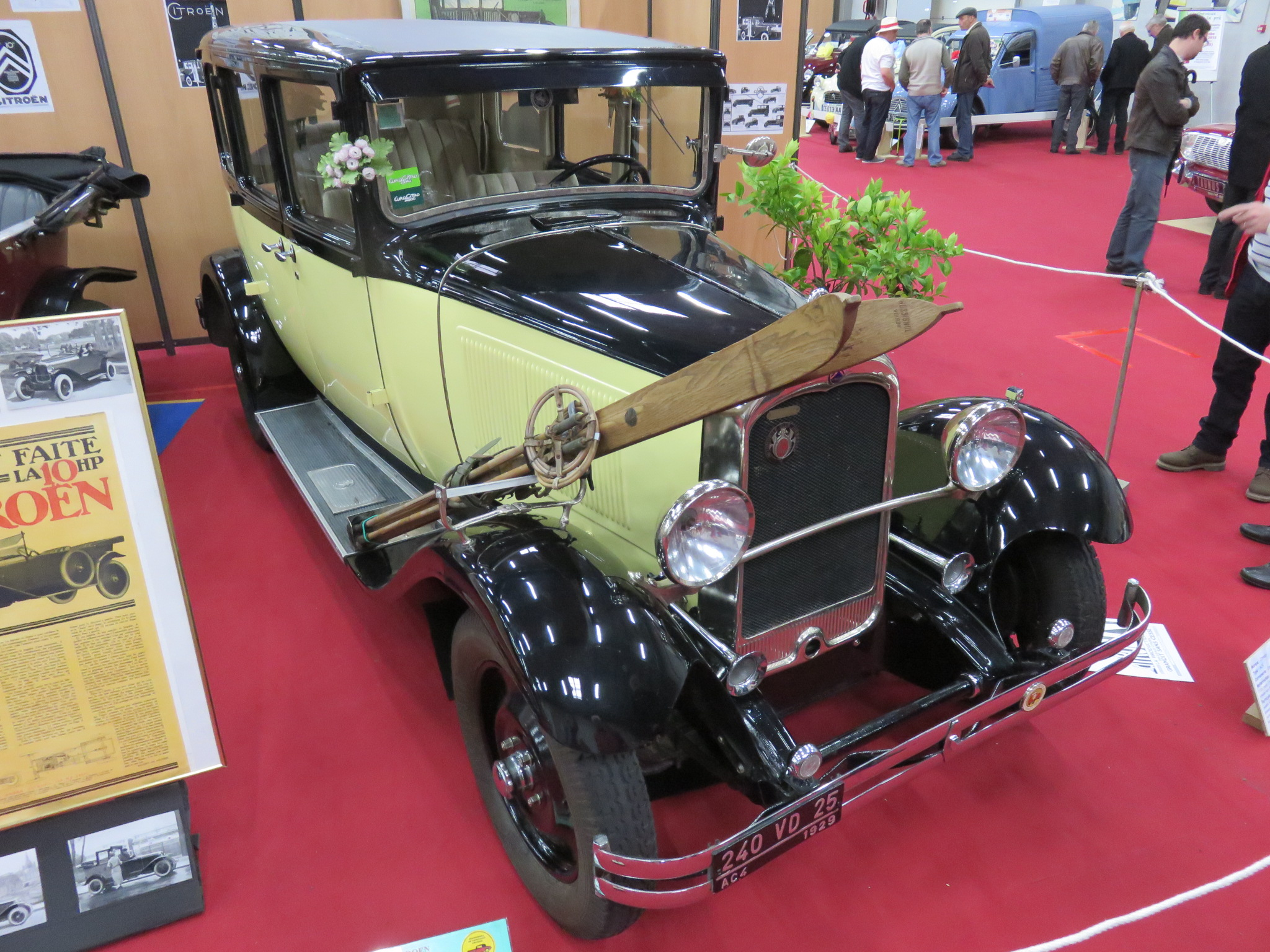
AC4 Limousine.

Sa silhouette est modernisée, plus grande, plus confortable et plus basse, avec une meilleure tenue de route. La puissance du moteur est accrue de 40 % à 3 000 tr/min, pour une vitesse maximum de plus de 90 km/h. La version Citroën C6 est motorisée par un 6 cylindres Citroën de 2,4 litres pour 45 chevaux, pour plus de 100 km/h de vitesse de pointe, et une consommation de 14 litres aux 100 km, pour concurrencer le marché haut de gamme de l'époque, notamment : Delage, Delahaye, Talbot, Hotchkiss, et la concurrence américaine.

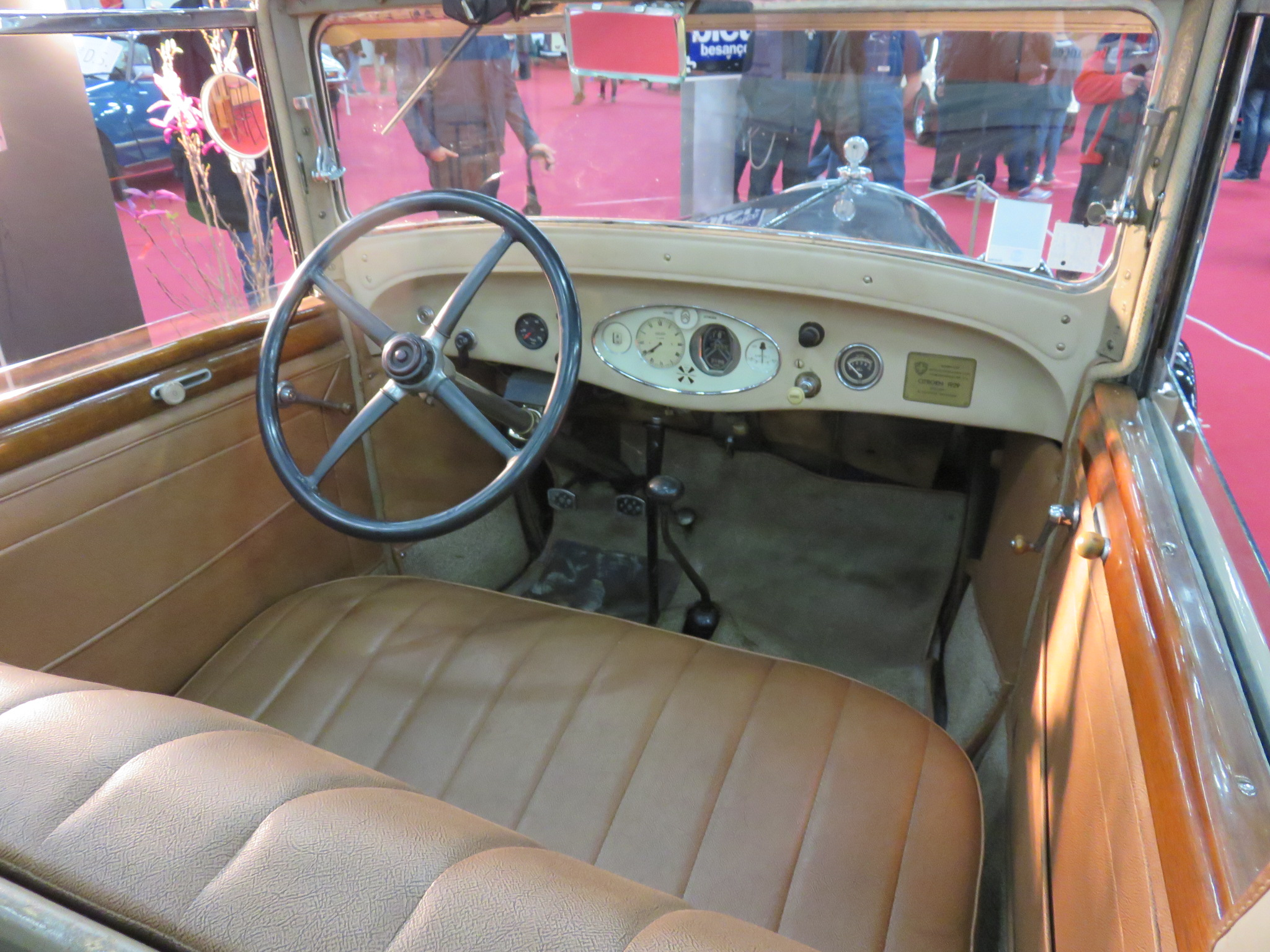
Poste de conduite AC4 cabriolet 1929.
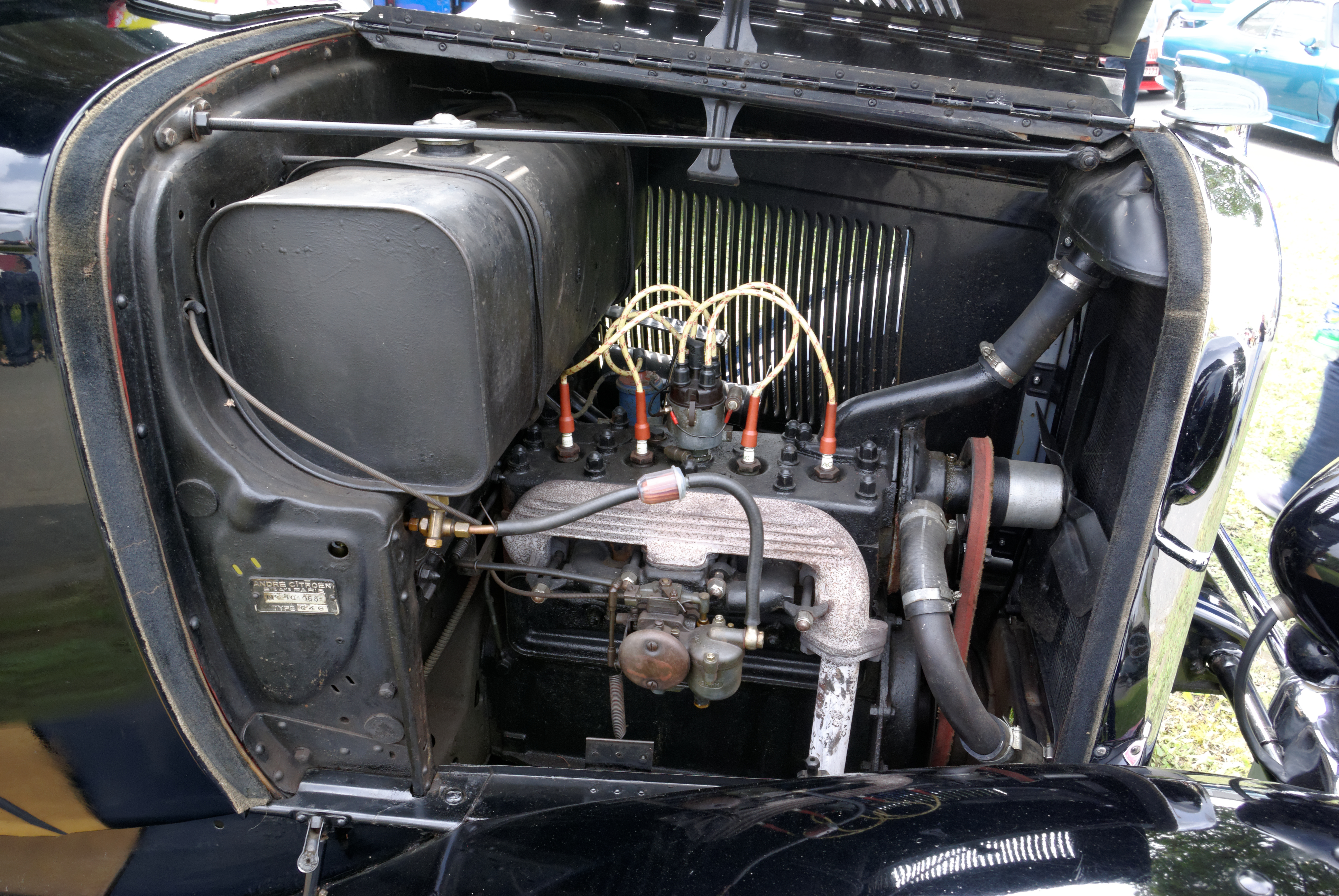
Moteur C4 G camionnette 4cyl. 1767 cm3 réservoir dans le compartiment.
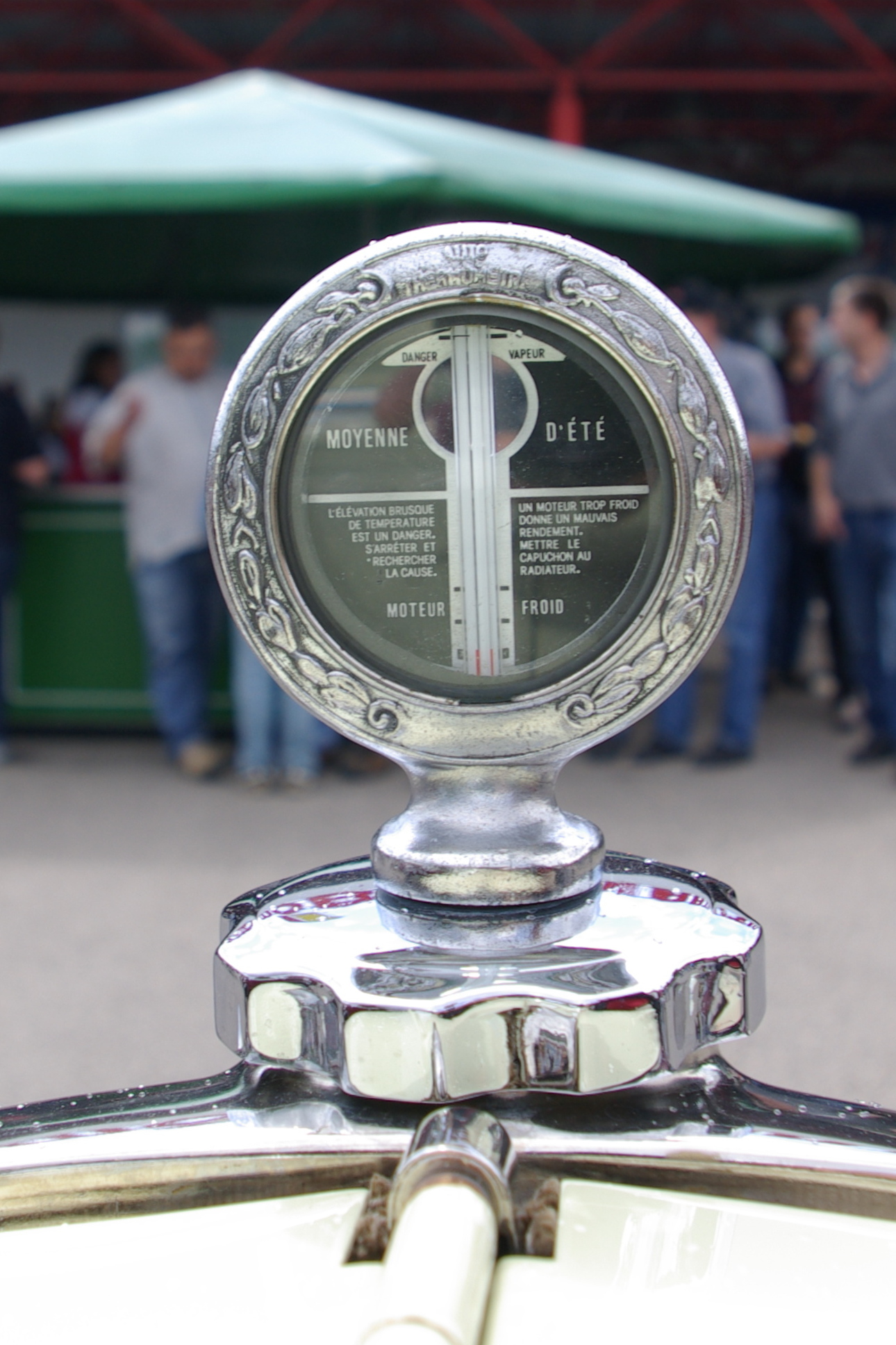
C4 BW 3 - Thermomètre monté sur le bouchon du radiateur.

Elle est fabriquée avec les mêmes moyens sur la chaine des B14. Le bloc-cylindres-carter en fonte est coulé d'une pièce, avec un vilebrequin à trois paliers graissé sous pression. Le carter de la boîte de vitesses est également en fonte et non plus en aluminium, et le châssis est raidi et consolidé par des longerons entretoisés. Une pompe de circulation et un ventilateur derrière le radiateur régularisent le refroidissement. L'allumage par magnéto est lui aussi modernisé avec un système de Delco à batterie et bobine Delco-Rémy américain.

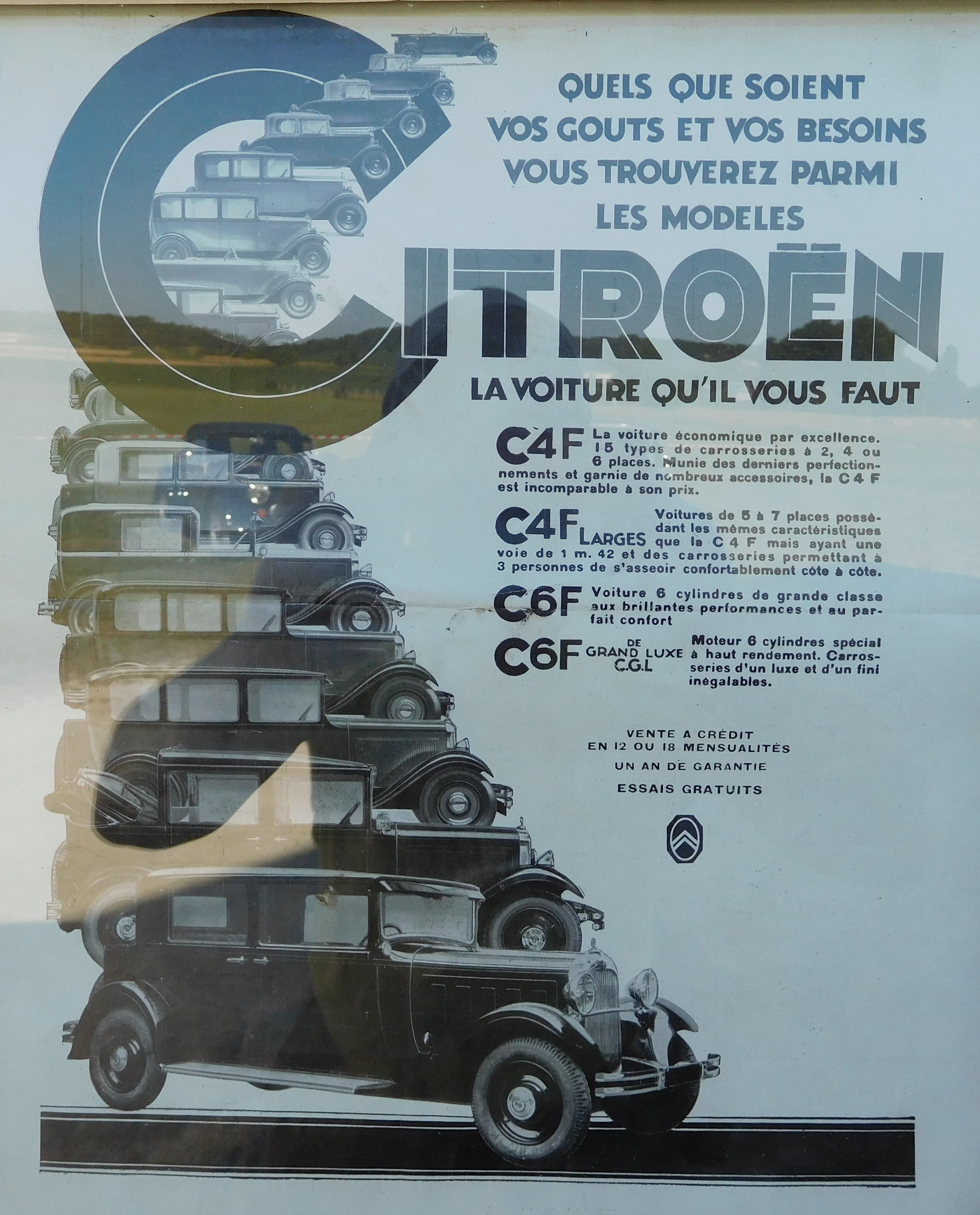
Publicité Citroën.
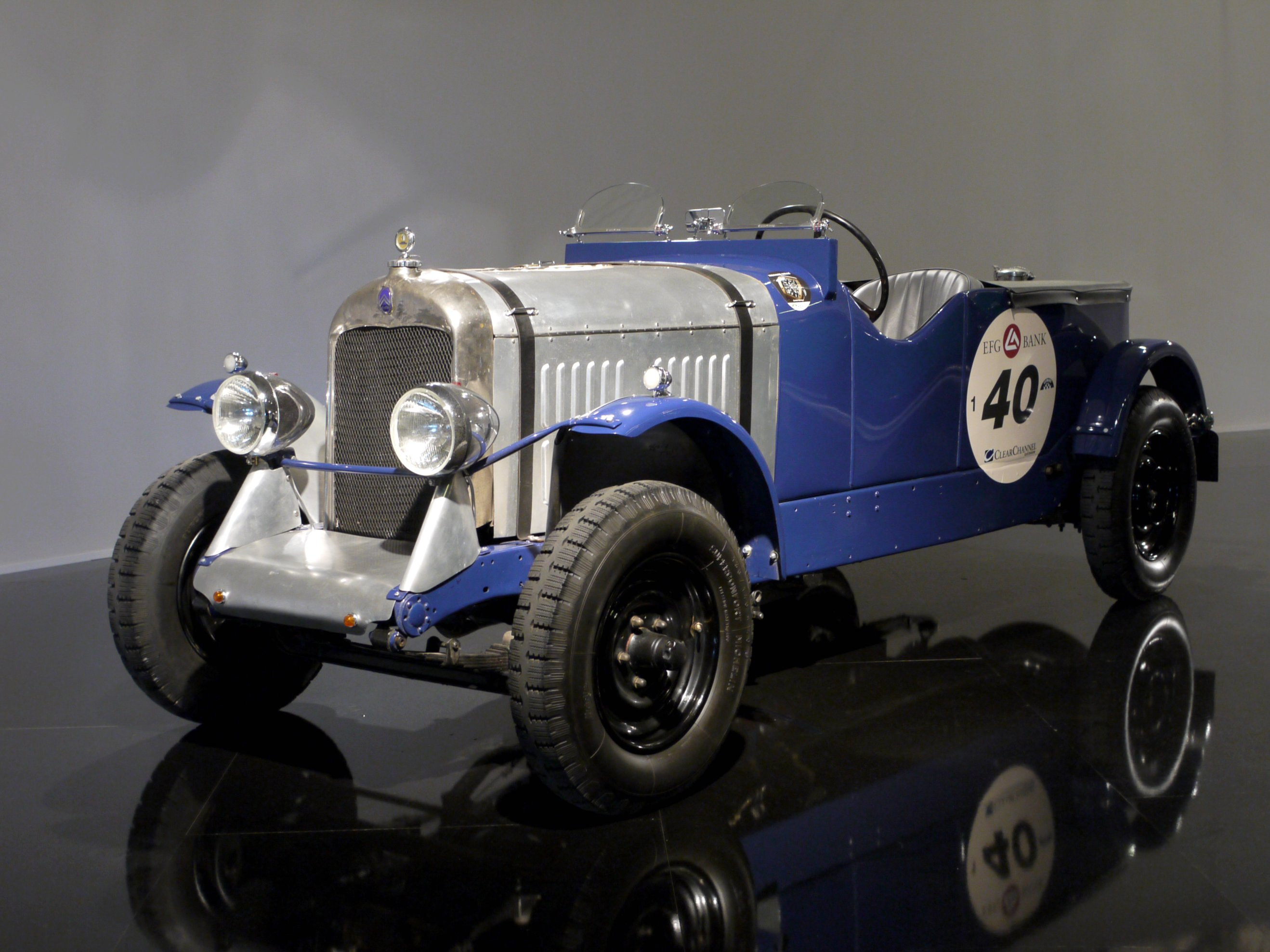
Roadster de course Le Mans.
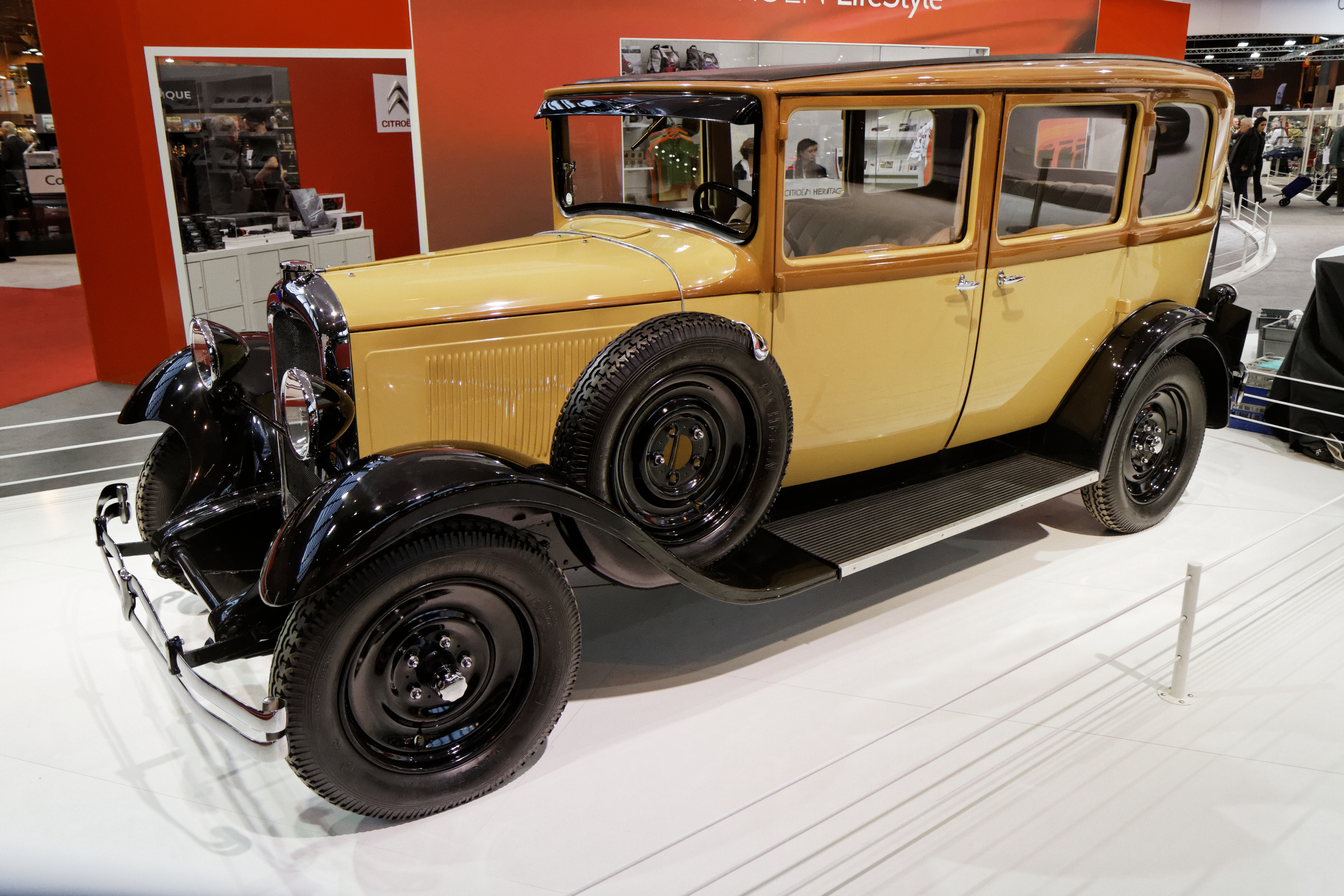
C4 G familiale.
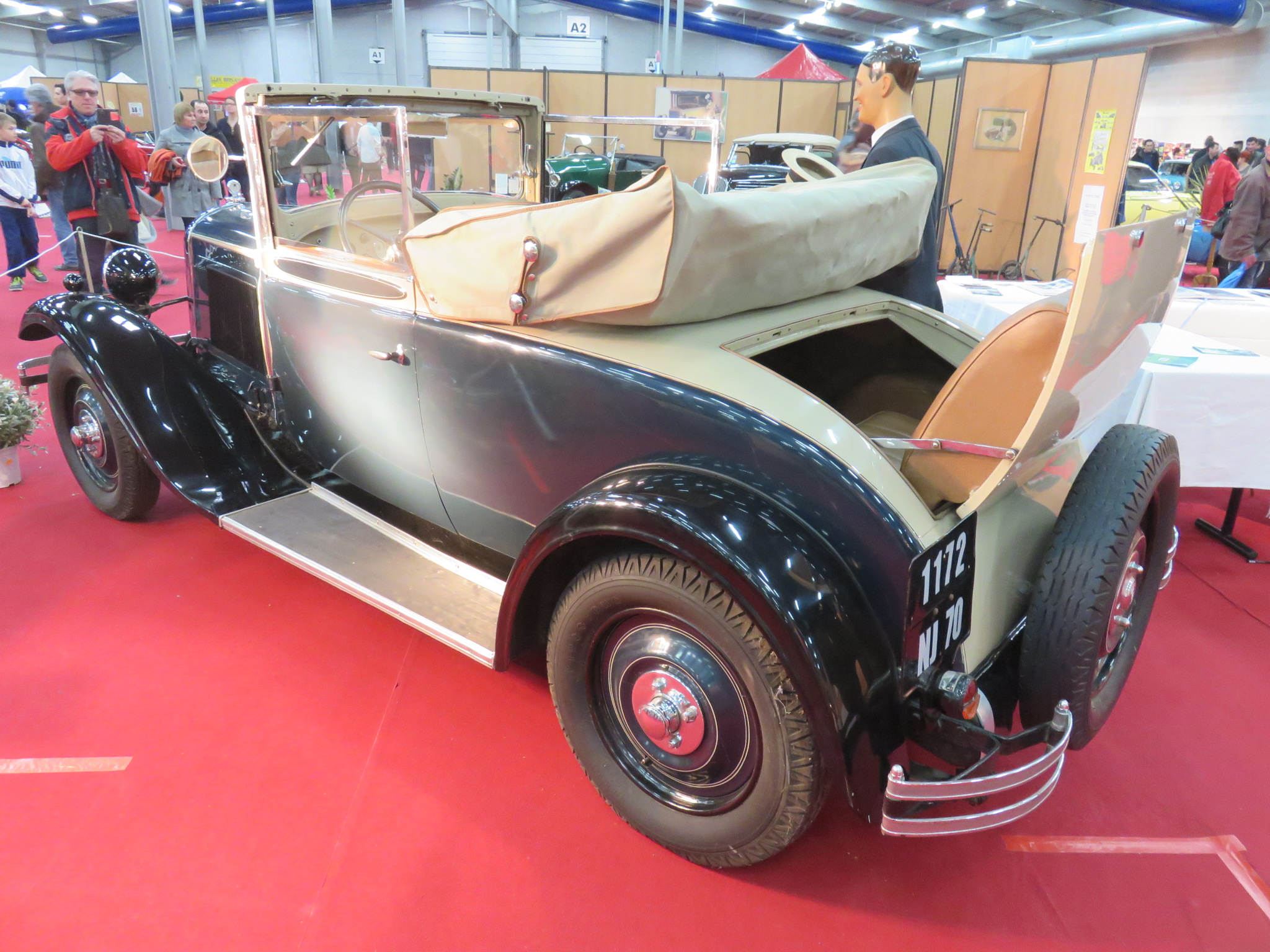
Coupé cabriolet.
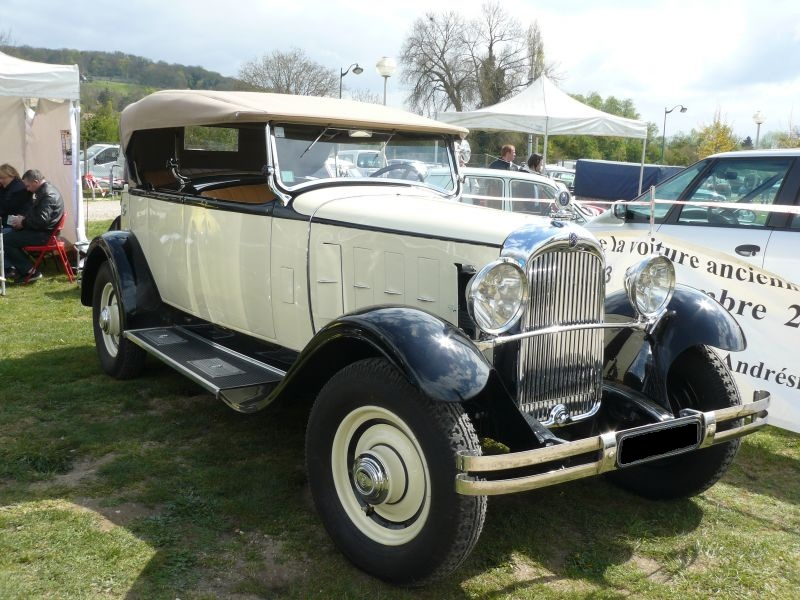
Citroën C6 décapotable (1928).

Elle évolue en version C4 III au salon d'octobre 1929 avec des pistons plus longs, joints de cardan... des C6, puis en version C4F au Salon de 1930, et version C4G au Salon de 1931. La partie avant est utilisée par Michelin pour leurs premiers prototypes de Micheline au début des années 1930. Elle est déclinée et fabriquée en version militaire Citroën Kégresse et Citroen-Kégresse P14, P17 et P19 pour le raid motorisé d'André Citroën de la Croisière jaune (entre avril 1931 et mars 1932), et pour la Seconde Guerre mondiale (1939-1945).

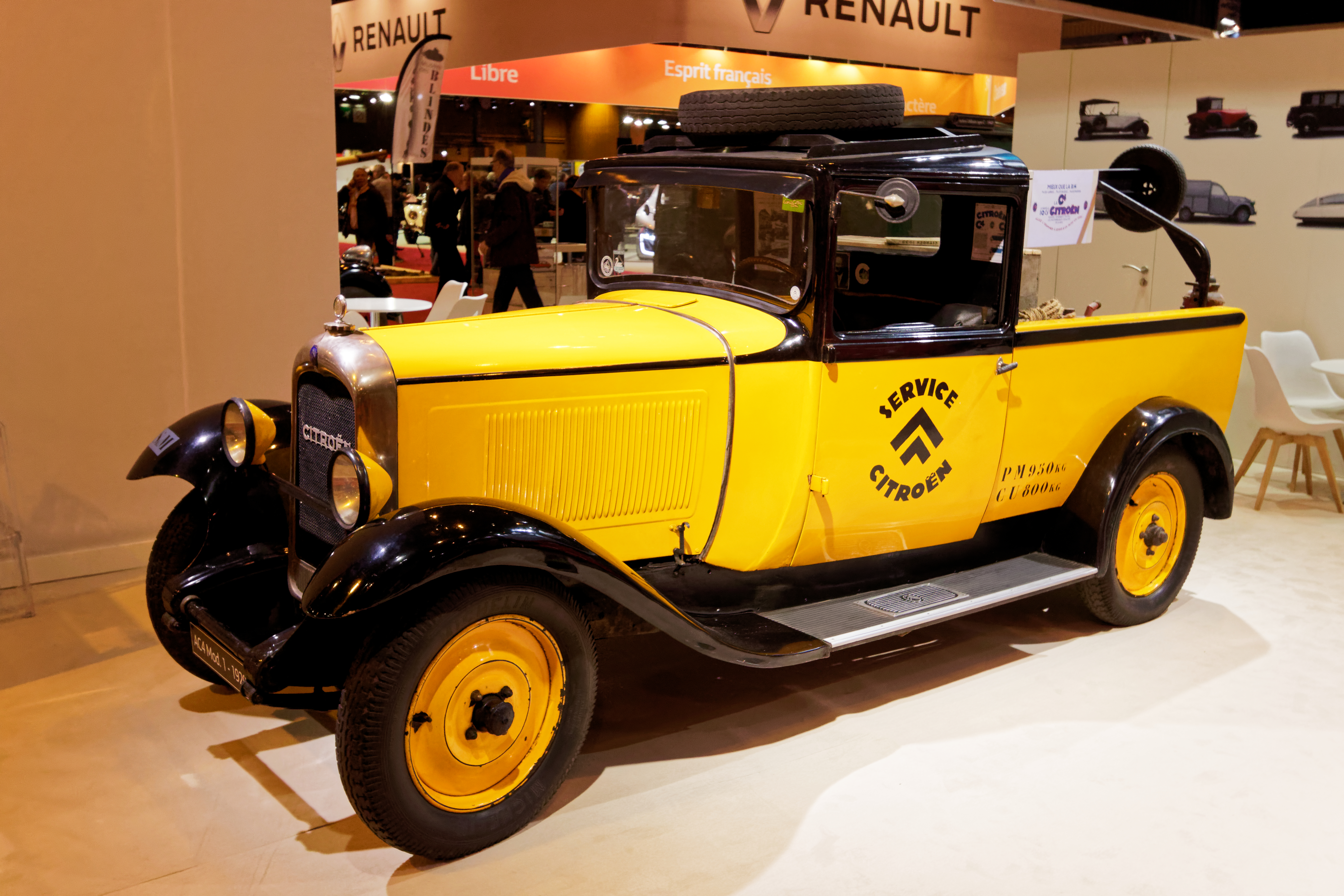
Dépanneuse - 1929.
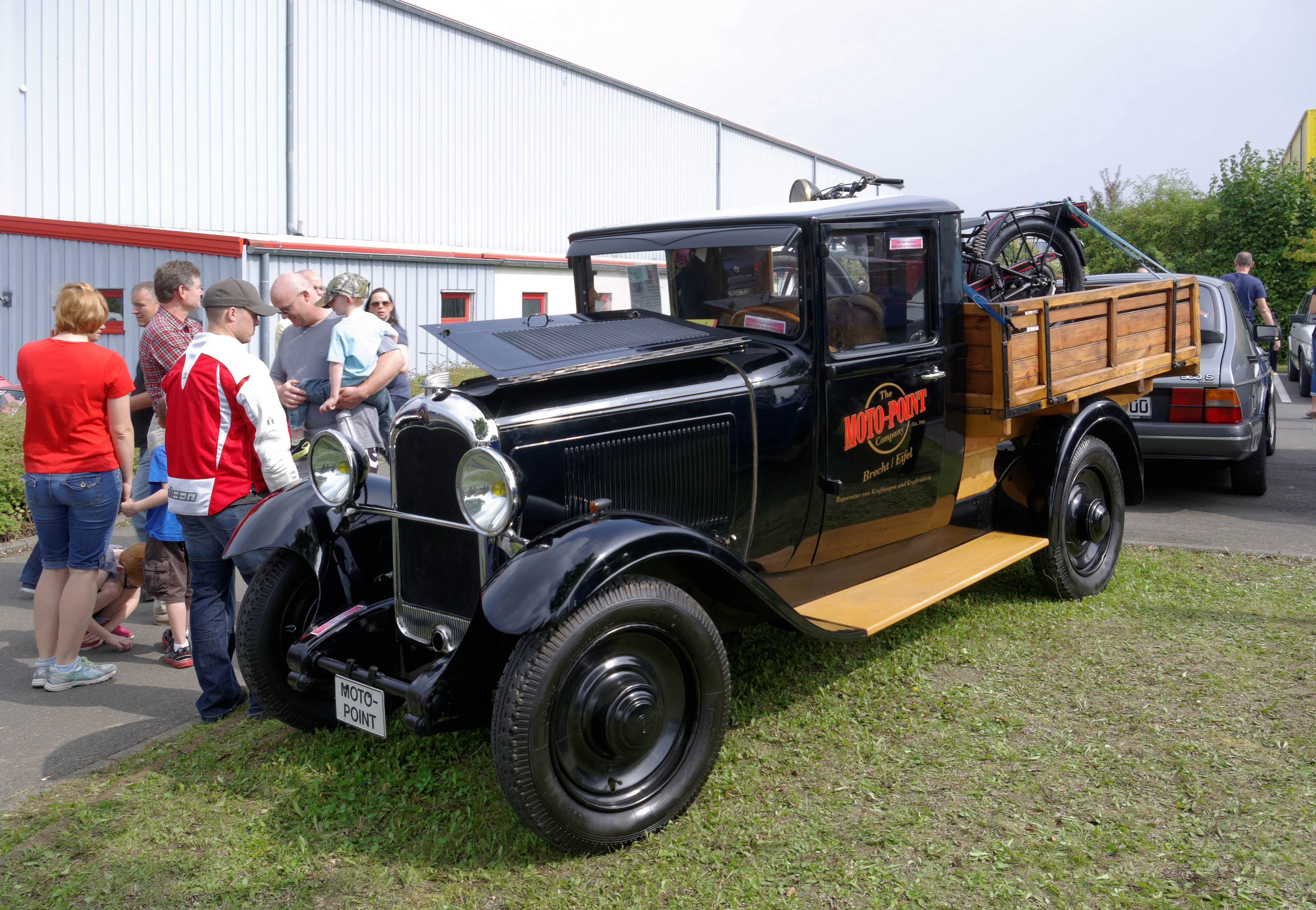
Pickup avec marchepieds et benne en bois.
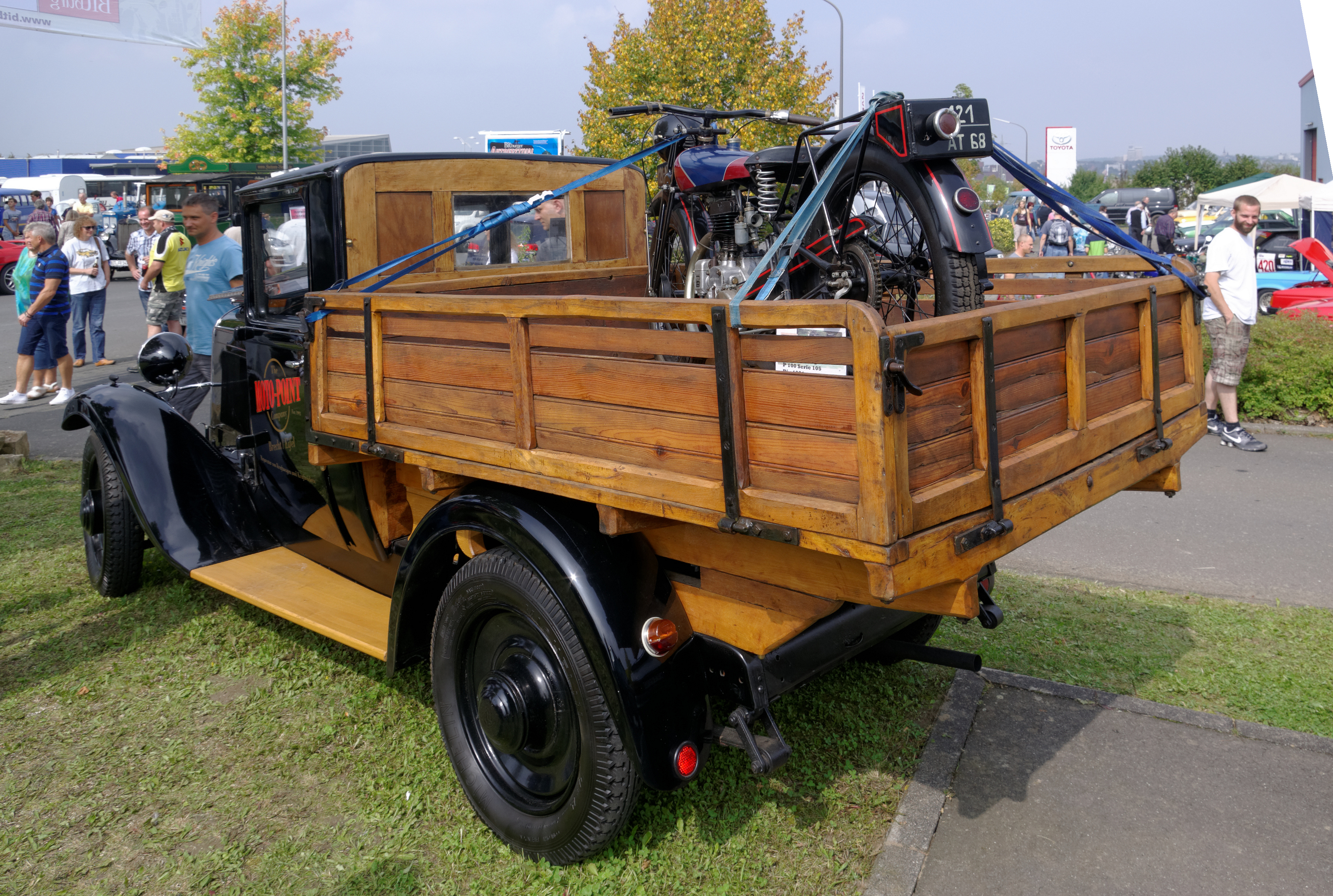
Pickup vue de l'arrière.
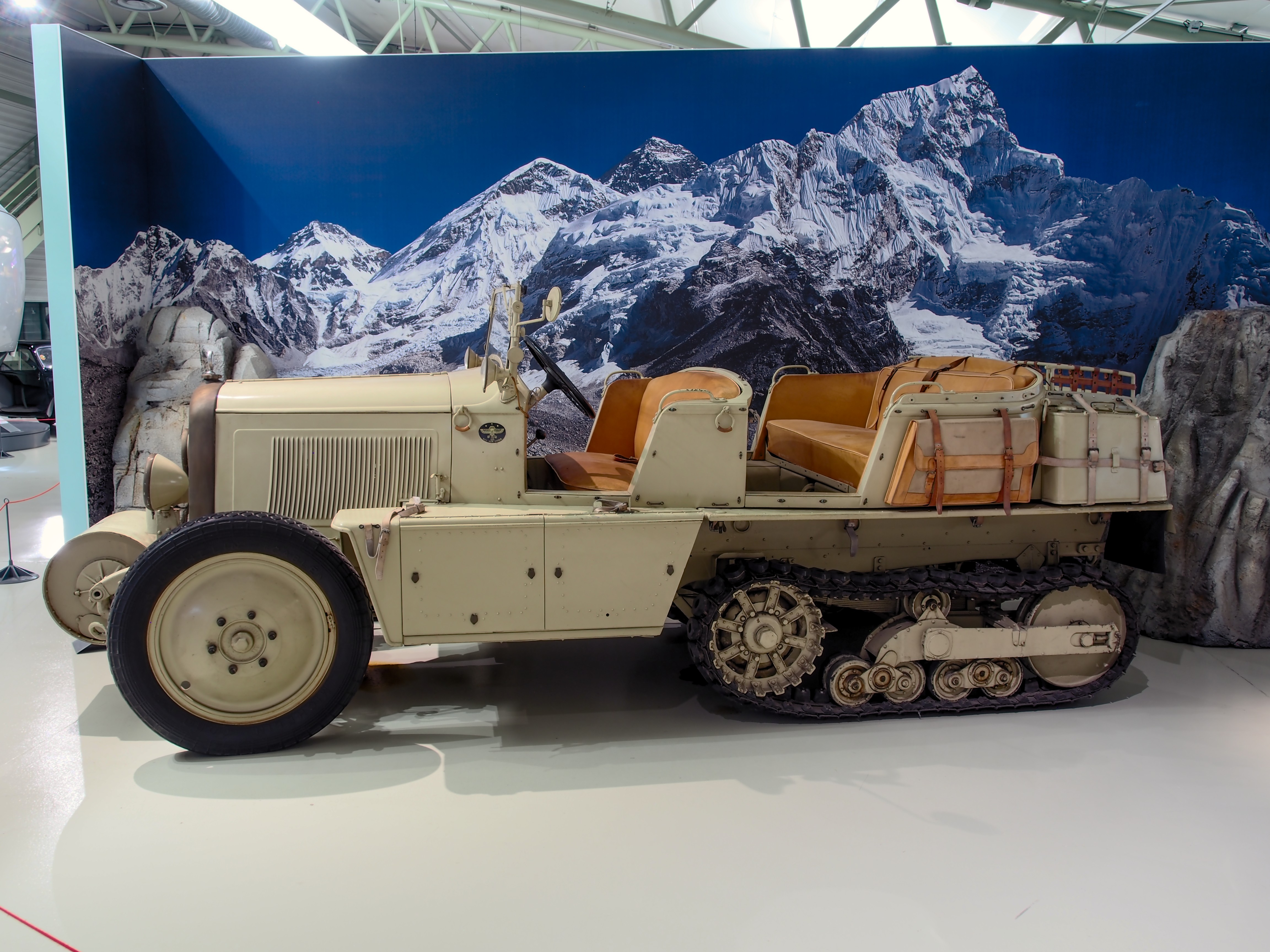
Citroën Kégresse / Citroen-Kégresse P17 de Croisière jaune et Seconde Guerre mondiale.
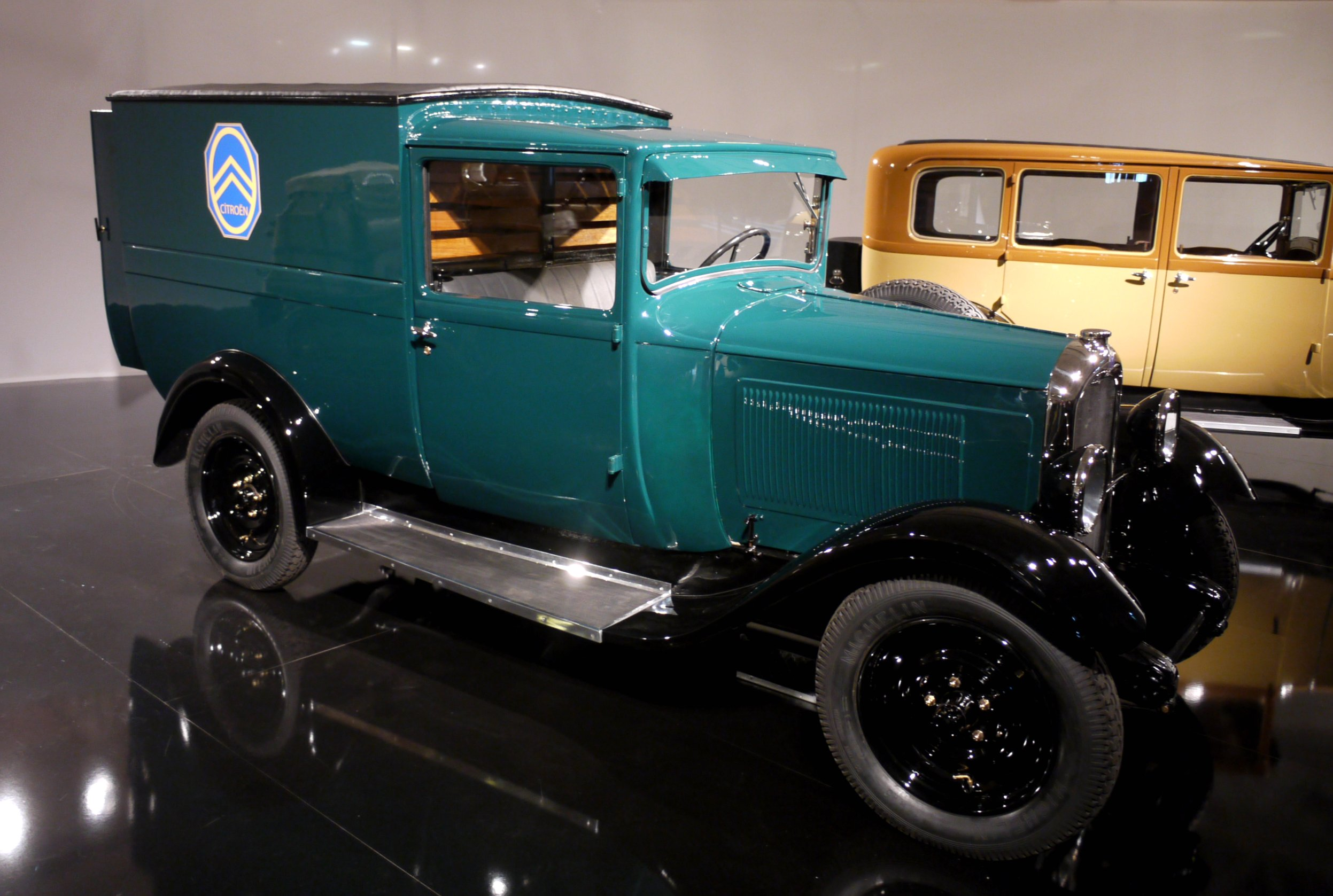
Utilitaire aménagée en camionnette avec marchepieds en aluminium.
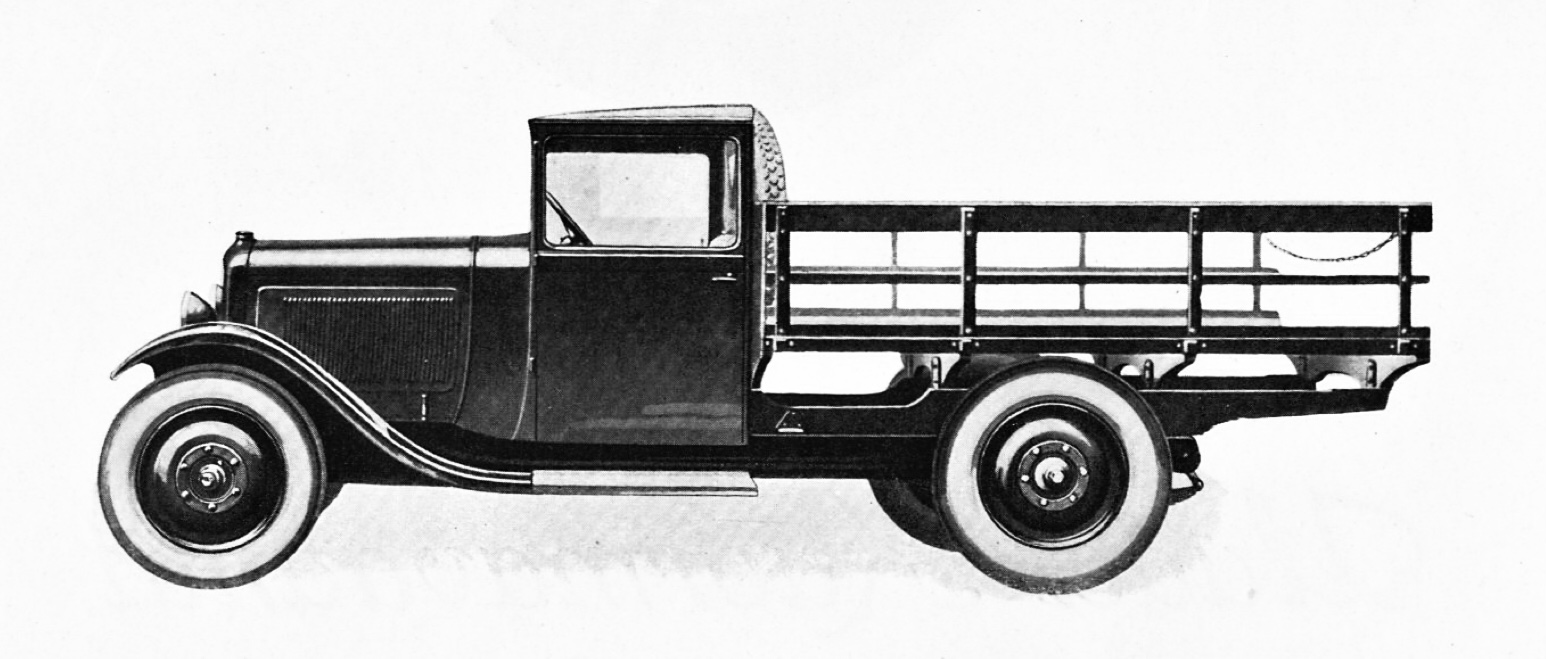
Citroën Type C4 Pickup 1,25 t
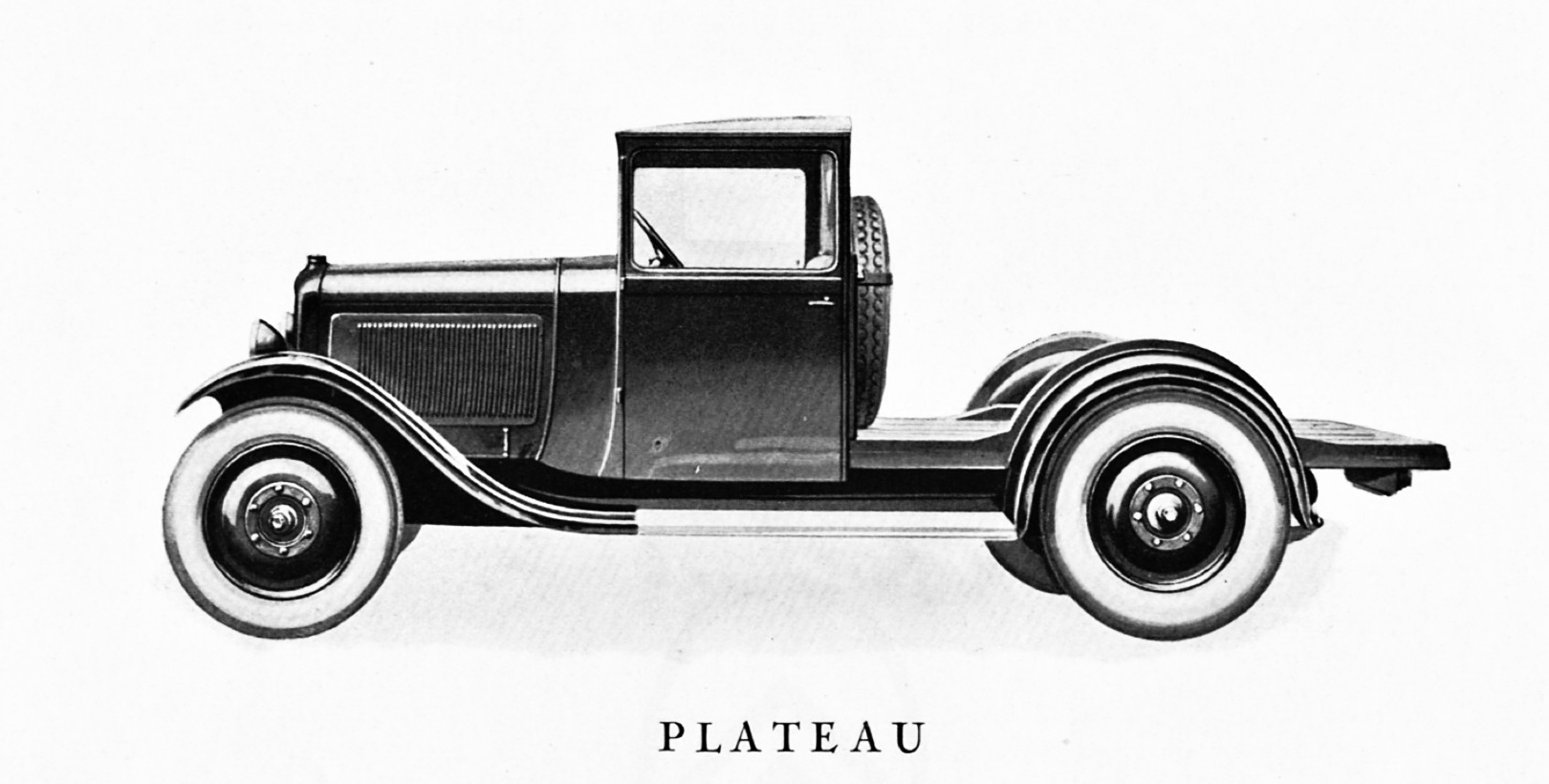
Citroën Type C4 Plateau 1,25 t

Les Citroën Rosalie lui succèderont entre 1932 à 1938, puis les Citroën Traction Avant entre 1934 et 1957.

## Classement dans le système fiscal et assurantiel français
Le quatre cylindres avait une puissance fiscale de 9 CV. Seuls les derniers stocks restants ont été vendus sous le nom de C4 VIII et ceux-ci ont reçus le moteur moins puissant de la Rosalie avec 8 CV.